# Pascale Louange
 (mars 2024).
Pascale Louange est une actrice française née le 14 janvier 1972[source insuffisante].
Elle est mariée depuis 2016 avec l'acteur Richard Berry avec qui elle a eu son premier enfant, Mila Berry Louange.

## Biographie
Après un bac littéraire suivi d'un passage à la Sorbonne, Pascale Louange a exercé différents métiers artistiques (danseuse, mannequin, etc), tout en privilégiant définitivement sa carrière de comédienne. Elle intègre dans un premier temps les cours Florent, puis la classe de Jean Darnel au théâtre de l'Atelier et effectue un bref passage dans celle de Jean-Laurent Cochet. En parallèle, la danse occupe une place importante dans son parcours artistique. Elle travaille en tant que danseuse professionnelle en France et à l'étranger jusqu'à ce qu'elle se consacre exclusivement à la comédie.
Elle a essentiellement joué au théâtre, dans des classiques et des comédies modernes dont, entre autres, L'avare mis en scène par Patrick Bricard, Jour de neige mise en scène Philippe Lellouche, Le Tombeur mis en scène par Jean-Luc Moreau ou encore Le Début de la fin mis en scène par Richard Berry.

## Théâtre
- 1981-1982 : Blanche neige sauvée par les nains, mise en scène par R. Pilain
- 1994 : Le Misanthrope de Molière, mise en scène par M.R. De La Caille
- 1997 : Le Médecin malgré lui de Molière, mise en scène par J. Soubeyrand
- 1997 : Un jour aux courses, mise en scène par J. Soubeyrand
- 1999 : L'Avare de Molière, mise en scène par Patrick Bricard
- 1999 : Kean, mise en scène par Jean Max Jalin
- 2003 : Impair et Père, mise en scène par Jean-Luc Moreau
- 2006 : Jour de neige de Elsa Valensi et Elisabeth Bost, mise en scène par Philippe Lellouche , Palais des Glaces
- 2006-2008 : Délit de fuites de Jean-Claude Islert, mise en scène par Jean-Luc Moreau , Théâtre de la Michodière
- 2012 : Le Début de la fin de Sébastien Thierry, mise en scène par Richard Berry , Théâtre des Variétés
- 2015 : Le Tombeur de Robert Lamoureux, mise en scène par Jean-Luc Moreau , Théâtre des Nouveautés
- 2016 : C'est encore mieux l'après-midi de Ray Cooney mise en scène par José Paul, Théâtre Hébertot puis reprise au Théâtre des Nouveautés
- 2019 : L'Ordre des choses de Marc Fayet, mise en scène Richard Berry, Théâtre de la Michodière

## Filmographie

### Cinéma

#### Longs métrages
- 2009 : Streamfield, les carnets noirs de Jean-Luc Miesch
- 2010 : Le Marquis de Dominique Farrugia
- 2015 : Nos femmes de Richard Berry
- 2016 : Tout, tout de suite de Richard Berry

#### Courts métrages
- 1995 : Ascendant vierge de D. Mikanowsky
- 2001 : Aquarium de Mareike Engelhardt
- 2001 : Une vie trop longue de J. Contet
- 2002 : Entre nosotros de M. Da Silva
- 2002 : Später de L.Chomiak
- 2009 : Tranquille le chat qui dort de Cécile Brams
- 2012 : À peu de chose près de Jérôme Bernard

### Télévision
- 1996 : Château Magot, téléfilm de Jean-Louis Lorenzi
- 1999 : Le Piège
- 2002 : Les femmes ont toujours raison, téléfilm de Elisabeth Rappeneau
- 2011 : À la maison pour noël, téléfilm de Christian Merret-Palmair
- 2014 : L'Esprit de famille, téléfilm de Frédéric Berthe